# Abu Mihjan
Abū Miḥjan (in arabo ﺍﺑﻮ ﻣﺤﺠﻦ‎?; Ta'if, ... – Nāsiʿ, 638) è stato un poeta arabo.
Abū Miḥjan ʿAbd Allāh b. Ḥabīb fu un poeta appartenente alla tribù araba dei B. Thaqīf di Ṭāʾif, e annoverato tra i mukhaḍramūn, i letterati cioè che vissero a cavallo tra l'epoca preislamica (jāhiliyya) e quella islamica.
Cugino di Abū ʿUbayd b. Masʿūd al-Thaqafī (che da musulmano contribuì alla conquista della Mesopotamia, oggi Iraq), Abū Miḥjan difese la sua città, posta inutilmente sotto assedio dai musulmani dopo la caduta di Mecca (630), e in quell'occasione ferì a morte con una freccia ʿAbd Allāh, uno dei figli di Abū Bakr, futuro primo califfo dopo la morte di Maometto, del quale ultimo fu dunque Compagno.
Convertitosi l'anno seguente, non è certo che abbia preso parte alla battaglia di Ullays (633), mentre partecipò alla vittoriosa battaglia di al-Qādisiyya (635), in cui i musulmani sconfissero l'armata regolare persiana dei Sasanidi.
Seguitò a vivere secondo gli antichi schemi preislamici e a non osservare alcuni precisi divieti imposti dalla religione che aveva abbracciato, come quello di non bere vino o altre bevande alcoliche, come il nabīdh.
Per questo fu punito nel 637 dal secondo califfo "ortodosso", ʿUmar b. al-Khaṭṭāb che lo esiliò a Nāsiʿ, dove poco dopo morì.

## Alcuni versi
Poco è sopravvissuto del suo Dīwān. Fra i brani più noti figurano i seguenti versi bacchici, notissimi tra i cultori di ogni tempo della poesia araba:
(Trad, di F. Gabrieli, La letteratura araba, Firenze, Sansoni, 1967, p. 90.)